# J-D08
J-D08（ジェイ ディー ゼロハチ）は、三菱電機が開発した、J-フォンによる第二世代携帯電話端末製品。

## 概要
J-フォン向けの三菱電機の端末では初めて、折りたたみ型になった。NTTドコモ向けのD504iに似た、丸みを帯びたデザインが特徴。メインディスプレイの仕様もD504iとほぼ共通。カメラはドコモ向けのD251i、D251iSと同様の17万画素スーパーCCDハニカム。最大64枚までの連写機能も用意されており、連写したデータは「リアル動画再生機能」によって簡易的な動画として再生可能。最大8倍のデジタルズーム機能もある。外部メモリには、三菱端末初のSDメモリーカードを採用。8MBのSDカードが製品に付属していた。着信メロディは40和音、文字変換にはATOKを採用。
なお、このモデルがJ-フォン時代最後の三菱端末になった。

## 歴史
2003年7月10日：発売